# Donaueschingen
Donaueschingen je německé velké okresní město. Nachází se na jihozápadě Bádenska-Württemberska na úpatí Černého lesa v zemském okrese Schwarzwald-Baar, historicky v Bádensku. S přibližně 22 tisíci obyvateli je druhým největším městem okresu. Leží asi 12 km jižně od sídla okresu, souměstí Villingen-Schwenningen.
Na území města vzniká soutokem Brigachu s Bregem řeka Dunaj, podle které město (původně jen Eschingen) dostalo svůj přídomek.

## Historie
První zmínka o sídle pod názvem Esginga je z roku 889. Od roku 1101 až do 13. století patřilo místo místní šlechtické rodině. Od konce 13. století vládli tomuto místu páni z Blumbergu až do poloviny 15. století, poté je následoval rytíř Sigmund ze Steina, který zde vládl až do roku 1465.
V roce 1283 dává Rudolf I. Habsburský město Jindřichovi z Fürstenbergu spolu s právem várečným, což je považováno za založení Fürstenberského knížecího pivovaru.
V roce 1488 se město Donaueschingen stalo majetkem hrabat z Fürstenbergu. V roce 1653 si Ferdinand Friedrich von Fürstenberg zvolil Donaueschingen za své sídlo. Roku 1806 se město spolu s knížectvím stalo součástí Bádenského velkovévodství. Dne 27. ledna 1810 byla Donaueschingenu udělena městská práva.
V roce 1908 se stala velká část města obětí požáru.
V roce 1992 počet obyvatel překročil 20 000. Městská správa poté požádala o povýšení statutu na velké okresní město, o čemž zemská vláda Bádenska-Württemberska rozhodla s účinností od 1. července 1993.

## Geografie
Město leží v Baarské kotlině mezi pohořími Černý les a Švábská Alba, nad soutokem řek Brigach (která teče přes centrum) a Breg. Soutok a tedy místo vzniku Dunaje se nachází asi 1 km východně od středu města, na okraji rekreačního areálu pokrývajícího ostroh obou zdrojnic. Toto místo se označuje jako Donauursprung, tedy „vznik Dunaje“. Mezi městským kostelem a zámkem, nedaleko Brigachu, se nalézá ještě tzv. Donauquelle („pramen Dunaje“), což je podle legendy místo, které starořímští vojáci označili za pramen této řeky. Ve skutečnosti jde o vyvěračku (upravenou jako kašna), která je pramenem Dunaje pouze symbolicky.
Samotné město leží v nadmořské výšce okolo 690 metrů, na západě jeho území stoupá až do výše 1036 m. Dunaj vzniká ve výšce 673 m a opouští území města na východním okraji ve výšce 663 m.
Donaueschingen je regionálně významným železničním uzlem, z tratě Offenburg–Immendingen zde odbočuje trať do Titisee-Neustadtu. Původně zde byl kolejový triangl, dnes zrušený. Okolo vede rychlostní silnice B27, po níž je přístupná nedaleká dálnice A81 (E41). 
Ve městě začíná Dunajská cyklostezka.
Součástí obvodu města jsou také vesnice a osady Aasen, Allmendshofen, Aufen, Grüningen, Heidenhofen, Hubertshofen, Immenhöfe, Neudingen, Pfohren a Wolterdingen. Pfohren a Neudingen jsou první sídla, kterými Dunaj pod soutokem protéká.
Město sousedí na severu s městy Brigachtal a Bad Dürrheim, na východě Geisingen a na jihu Bräunlingen a Hüfingen. Posledně zmíněná dvě města jsou součástí spolku obcí Donaueschingen. Na západě katastru Donaueschingenu je neobydlená enkláva území Bräunlingenu, a nejzápadnější (rovněž neobydlená) část katastru je se zbytkem propojena pouze v jednom bodě.

## Politika
Od povýšení města v roce 1992 na velké okresní město je označení hlavního představitele města Oberbürgermeister („primátor“).

### Přehled starostů od roku 1800
| - 1800–1811: Johann Hirt - 1811–1817: Johann Engesser - 1817–1820: Johann Georg Seyfried - 1820–1826: Josef Heinemann - 1826–1828: von Würthenau - 1828–1833: Johann Georg Seyfried - 1833–1838: Josef Heinemann - 1840–1848: Johann Raus - 1848: Albert Willibald - 1849: Johann Raus - 1849–1852: Nikolaus Gall - 1852–1854: Ludwig Kirsner | - 1854–1866: Karl Gleichauf - 1866–1885: Heinrich Ganter - 1885–1909: Hermann Fischer - 1909–1919: Friedrich Schön - 1919–1934: Friedrich Fischer - 1934–1945: Eberhard Sedelmeyer - 1945–1953: Leopold Messmer - 1953–1973: Robert Schrempp - 1973–2004: Bernhard Everke - 2004–2013: Thorsten Frei (CDU) - od 2014: Erik Pauly (CDU) |

## Partnerská města
- Kaminoyama, Japonsko 1995
- Saverne, Francie 1964
- Vác, Maďarsko 1993